# Ezra Stiles Gannett

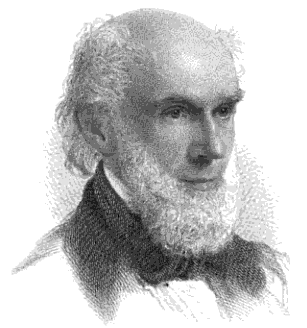
Dr. Ezra S. Gannett

Ezra Stiles Gannett (* 4. Mai 1801 in Cambridge, Massachusetts; † 26. August 1871 bei Boston) war ein US-amerikanischer unitarischer Pfarrer und Theologe.

## Leben und Wirken
Gannett wurde 1801 in Cambridge (Massachusetts) geboren. Benannt wurde er nach dem Vater seiner Mutter, der Präsident der Yale University gewesen war. Sein Vater Caleb war selbst Prediger. Seine Mutter starb, als er sieben Jahre alt war. Gannett studierte am Harvard College und dem dortigen Theologischen Seminar, der Harvard Divinity School, wo William Ellery Channing auf ihn aufmerksam wurde. In den folgenden achtzehn Jahre sollten beide eng miteinander zusammen arbeiten. 1824 bat Channing ihm als zweiten Pfarrer an die Federal Street Church in Boston zu folgen. Zur gleichen Zeit war Gannett in die Diskussion um die Gründung einer landesweiten unitarischen Kirche eingebunden, was schließlich im Mai 1825 mit der Gründung der American Unitarian Association erfolgte. Gannett übernahm eine Reihe administrativer Aufgaben in der neuen Kirche, arbeitete unter anderem die Statuen der jungen Kirche aus und sollte formell sechs Jahre als ihr Sekretär wirken. Am 6. Oktober 1835 heiratete er Anna T. Tilden. 

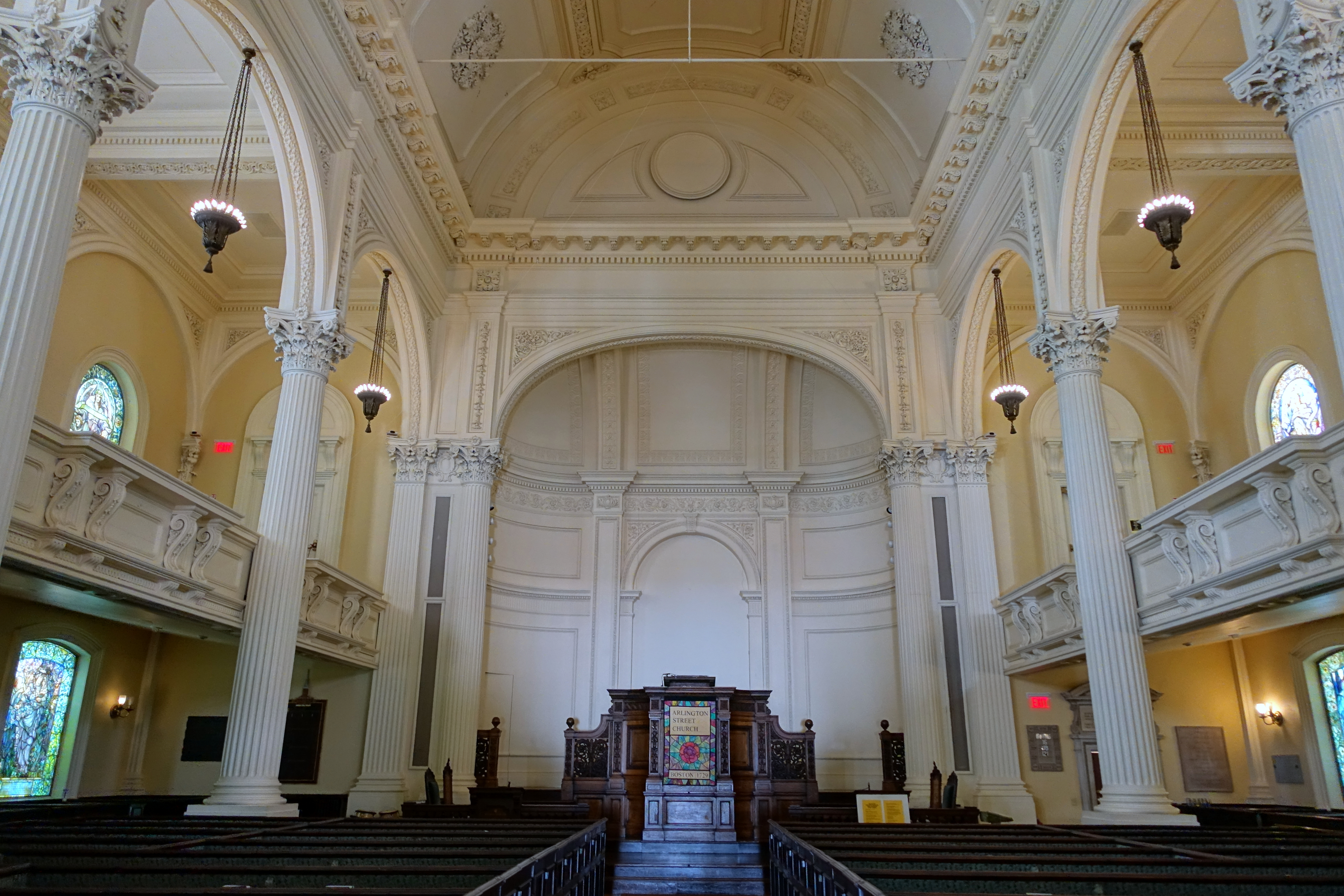
Innenraum der 1861 eingeweihten Arlington Street Church in Boston

Obwohl er damals der jüngeren Generation unitarischer Prediger angehörte, wandte er sich nach 1836 nicht dem neu entstandenen Transzendentalismus zu, sondern behielt seine christliche Grundauffassung bei. In der zwischen 1836 und 1840 stattgefundenen innerkirchlichen Miracles Controversy, an der u. a. George Ripley, William Henry Furness und Andrews Norton beteiligt waren, drückte er zwar seine Wertschätzung für die Spiritualität der transzendentalistische Seite aus, machte aber auch deutlich, dass das Christentum mehr als eine bloße Aneinanderreihung ethischer Prinzipien sein müsse. Nachdem sich gesundheitliche Beschwerden zeigten, entschloss sich Gannett zu einer Europareise. Nach seiner Rückkehr erlitt er einen Schlaganfall und musste in den folgenden Jahren Krücken benutzen. Nach dem Tod Channings 1842 wurde Gannett leitender Pfarrer der Federal Street Church in Boston. 1844 wurde er gebeten das Amt des Präsidenten der unitarischen Kirche auszuüben, was er zwischen 1847 und 1851 tat. Zugleich wirkte er als Herausgeber der Zeitschrift Christian Examiner. 1845 wurde ihm der Doktortitel der Harvard Divinity School verliehen. 1861 bezog seine Gemeinde ein neues Kirchengebäude gegenüber dem Boston Public Garden, die Arlington Street Church. Zehn Jahre später, am 26. August 1871, starb Gannett in der Nähe von Boston bei einem Zugunfall und wurde auf dem zwischen den Orten Cambridge und Watertown in Massachusetts gelegenen Friedhof Mount Auburn Cemetery begraben. Gannett ist familiär verbunden mit den späteren Schriftstellerinnen Ruth Stiles Gannett und Kate Gannett Wells.